# Gare d’Anvin
Gare d’Anvin vasútállomás Franciaországban, Anvin településen.

## Vasútvonalak
Az állomást az alábbi vasútvonalak érintik:
- Saint-Pol-sur-Ternoise-Étaples-vasútvonal

## Kapcsolódó állomások
A vasútállomáshoz az alábbi állomások vannak a legközelebb:
- Gare de Saint-Pol-sur-Ternoise
- Gare de Blangy-sur-Ternoise